# Serra de Can Palau
La Serra de Can Palau és una serra situada al municipi de Castellar del Vallès a la comarca del Vallès Occidental, amb una elevació màxima de 344 metres.